# Sisyra terminalis
Sisyra terminalis är en insektsart som beskrevs av Curtis 1854. Sisyra terminalis ingår i släktet Sisyra och familjen svampdjurssländor. Enligt den svenska rödlistan är arten nära hotad i Sverige. Arten förekommer i Götaland och Svealand. Artens livsmiljö är sjöar och vattendrag, våtmarker. Inga underarter finns listade i Catalogue of Life.

## Bildgalleri

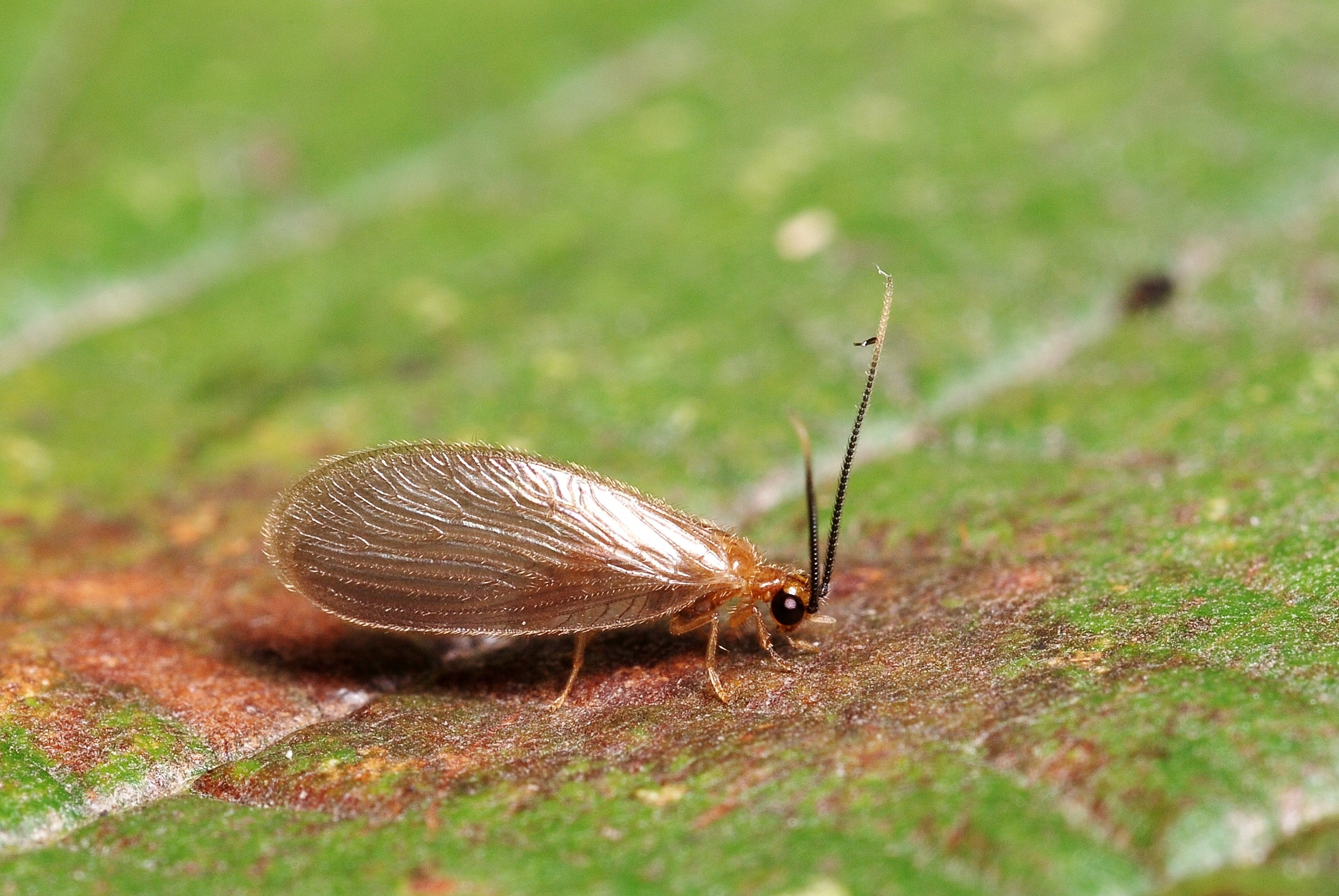
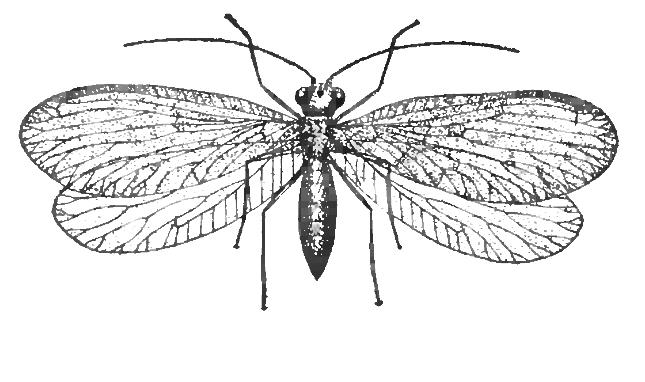